# Карабунар
Кара́бунар (болг. Карабунар) — село в Пазарджицькій області Болгарії. Входить до складу общини Септемврі.

## Населення
За даними перепису населення 2011 року у селі проживали 1349 осіб.
Національний склад населення села:
| Національність   | Кількість осіб | Відсоток |
| ---------------- | -------------- | -------- |
| болгари          | 992            | 98,4%    |
| цигани           | 13             | 1,3%     |
| не визначились   | 0              | 0%       |
| Всього відповіли | 1008           |          |

Розподіл населення за віком у 2011 році:
Динаміка населення: